# Distrikt Naván
Der Distrikt Naván liegt in der Provinz Oyón in der Region Lima im Westen von Peru. Der Distrikt wurde am 27. März 1953 gegründet. Er hat eine Fläche von 231 km². Beim Zensus 2017 lebten 855 Einwohner im Distrikt. Im Jahr 1993 lag die Einwohnerzahl bei 886, im Jahr 2007 bei 1074. Die Distriktverwaltung befindet sich in der 3100 m hoch gelegenen Ortschaft Naván mit 285 Einwohnern (Stand 2017). Naván liegt in einem kleinen nördlichen Seitental des Río Huaura etwa 32 km westsüdwestlich der Provinzhauptstadt Oyón.

## Geographische Lage
Der Distrikt Naván befindet sich in der peruanischen Westkordillere im Westen der Provinz Oyón. Der Distrikt liegt am rechten Flussufer des nach Südwesten strömenden Río Huaura. Entlang der westlichen Distriktgrenze fließt abschnittweise dessen rechter Nebenfluss Río Yarucaya. 
Der Distrikt Naván grenzt im Westen an den Distrikt Cochamarca, im Norden an den Distrikt Ámbar (Provinz Huaura), im Osten an den Distrikt Caujul sowie im Südosten an den Distrikt Paccho (Provinz Huaura). 

## Ortschaften
Im Distrikt gibt es neben dem Hauptort Naván folgende Ortschaften (anexos):
- San Jerónimo de Conchao (56 Einwohner)
- San Miguel de Huacá-Puná (82 Einwohner)
- Virgen del Carmen de Liple (44 Einwohner)